# Kisagysátor

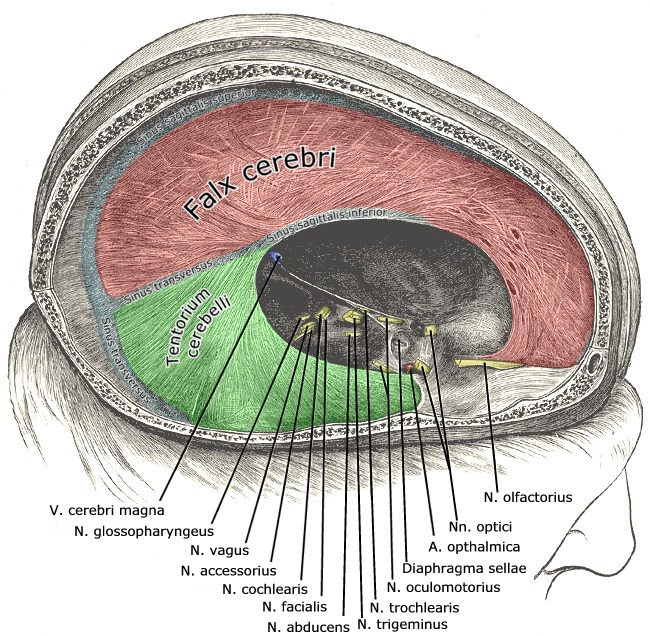
Dura mater. Zöld színnel jelölve a kisagysátor.

A kisagysátor (tentorium cerebelli) egy félhold alakú dura lemez, amely sátortetőszerűen befedi a hátsó koponyagödröt. Befedi a kisagy felső felszínét, és alátámasztja az agyféltekék nyakszirti lebenyeit. Az elülső szélén egy nyílás van, az (incisura tentorii), a középagy (mesencephalon) áthaladására. A halántékcsont sziklacsonti részének csúcsa közelében a kisagysátor alsó lemeze előre kiöblösödik, és egy tasakot képez a háromosztatú agyideg (nervus trigeminus) [V.] és érző idegdúca (ganglion trigeminale) részére. A nagyagysarló és a kisagysarló a kisagysátor felső, illetve alsó felszínéhez rögzül. Az egyenes vénás öböl (sinus rectus) a kisagysátor  és a nagyagysarló összekapcsolódása mentén halad; a felső sziklacsonti vénás öböl (sinus petrosus superior) a kisagysátor  sziklacsonti tapadása mentén fut; a haránt vénás öböl (sinus transversus) pedig a nyakszirtcsonti tapadása mentén. A dura maternek egy kis, kerek redője (diaphragma sellae) a töröknyerg tetejét képezi. A közepén lévő kis nyíláson halad át az agyalapi mirigy, hipofízis  (hypophysis cerebri)  nyele.